# Unterzinkenflur
Unterzinkenflur ist ein Gemeindeteil der Gemeinde Neudrossenfeld im Landkreis Kulmbach (Oberfranken, Bayern). Unterzinkenflur liegt in der Gemarkung Altdrossenfeld.

## Geographie
Die Einöde liegt am linken Ufer des Roten Mains. Ein Anliegerweg führt 150 Meter westlich zur Bundesstraße 85.

## Geschichte
Unterzinkenflur gehörte zur Realgemeinde Altdrossenfeld. Gegen Ende des 18. Jahrhunderts bestand Unterzinkenflur aus einem Anwesen. Die Hochgerichtsbarkeit stand dem bayreuthischen Stadtvogteiamt Bayreuth zu. Das Hofkastenamt Bayreuth war Grundherr des Söldengütleins.
Von 1797 bis 1810 unterstand der Ort dem Justiz- und Kammeramt Bayreuth. Mit dem Gemeindeedikt wurde Unterzinkenflur dem 1812 gebildeten Steuerdistrikt Altenplos und der im gleichen Jahr gebildeten Ruralgemeinde Altdrossenfeld zugewiesen. Am 1. Mai 1978 wurde Unterzinkenflur im Zuge der Gebietsreform in Bayern nach Neudrossenfeld eingemeindet.

### Einwohnerentwicklung
| Jahr      | 001819 | 001822 | 001861 | 001871 | 001885 | 001900 | 001925 | 001950 | 001961 | 001970 | 001987 |
| Einwohner | 5      | 5      | 9      | 7      | 7      | 3      | 3      | 6      | 3      | 2      | 1      |
| Häuser    |        | 19     |        |        | 1      | 1      | 1      | 1      | 1      |        | 1      |
| Quelle    | [ 9 ]  | [ 6 ]  | [ 10 ] | [ 11 ] | [ 12 ] | [ 13 ] | [ 14 ] | [ 15 ] | [ 16 ] | [ 17 ] | [ 1 ]  |

## Religion
Unterzinkenflur ist evangelisch-lutherisch geprägt und nach Dreifaltigkeitskirche (Neudrossenfeld) gepfarrt.